# Fernand Brunfaut
Fernand Brunfaut (Neffe-Anseremme, 7 juli 1886 - Brussel, 9 februari 1972) was een Belgisch volksvertegenwoordiger en architect.

## Levensloop
Brunfaut liep aanvankelijk lagere school in Jemelle, alvorens hij zich in 1894 met zijn gezin in Sint-Jans-Molenbeek vestigde. Hij studeerde architectuur aan de Academie voor Schone Kunsten in Brussel en volgde tevens een studie sociale en economische wetenschappen aan de Université Nouvelle in Brussel. Als architect, een beroep dat ook zijn broer Gaston Brunfaut en zijn zoon Maxime Brunfaut beoefenden, liep hij stage bij Victor Horta en Albert Dumont en was hij laureaat van verschillende openbare architectuurwedstrijden. Hij liet zich inspireren door het modernisme, het functionalisme en de architectuur in de Sovjet-Unie en ontwierp verschillende gebouwen voor socialistische organisaties, zoals de Socialistische Mutualiteit in Dinant (1922), de hoofdkantoren van de kranten Vooruit in Gent (1931) en Le Peuple in Brussel (1932), de gebouwen van de verzekeringsmaatschappij Sociale Voorzorg in Brussel (1931), het sanatorium Joseph Lemaire in Tombeek (1934-1937), het medisch centrum César De Paepe in Brussel (1923) en de kliniek van Bond Moyson in Gent (1928). Daarnaast liet hij sociale woningen bouwen in Sint-Jans-Molenbeek, Evere en Laken, evenals de volkshuizen van Willebroek en Dinant. 
In 1906 sloot Brunfaut zich aan bij de Belgische Werkliedenpartij. Voor deze partij werd hij in 1911 gemeenteraadslid van Laken, waar hij van 1914 tot 1921 schepen van Openbare Werken was en regelmatig optrad als waarnemend burgemeester. Vanaf 1909 was hij tevens secretaris van de Arbeidersliga in Laken en tijdens de Eerste Wereldoorlog was hij vanaf 1915 voorzitter van de plaatselijke afdeling van het Nationaal Hulp- en Voedingskomiteit. Nadat Laken was opgeslorpt door Brussel, was hij van 1921 tot 1958 lid van de Brusselse gemeenteraad. Van 1921 tot 1925 was hij ook provincieraadslid van Brabant en in 1925 werd hij verkozen tot volksvertegenwoordiger voor het arrondissement Brussel, een mandaat dat hij uitoefende tot in 1961. Van 1947 tot 1961 was hij ondervoorzitter van de Kamer. In die hoedanigheid was hij voorzitter van de Kamercommissies Openbare Werken, Verkeerswezen, Volksgezondheid en Gezin.
Binnen de socialistische partij behoorde Brunfaut tot de radicale linkervleugel die het communisme niet ongenegen was In 1917 steunde hij de bolsjewitische Oktoberrevolutie in Rusland, die uitmondde in de oprichting van de Sovjet-Unie, en in 1925 hield hij in de Kamer een pleidooi voor de officiële erkenning van de Sovjet-Unie, waarbij hij de terreur in het land banaliseerde. Ook kantte Brunfaut zich in 1919 tegen de regeringsdeelname van de socialisten en weigerde hij samen met zijn partijgenoot Albert Marteaux in 1926 het vertrouwen te geven aan de katholiek-liberaal-socialistische regering-Jaspar I. Niettemin bleef Brunfaut lid van de BWP en trad hij in tegenstelling tot sommige geestesgenoten niet toe tot de Kommunistische Partij van België. Daarnaast was hij een overtuigde antifascist die ijverde voor de oprichting van een links volksfront en daartoe in 1936 een motie indiende in de Algemene Raad van de Brusselse federatie van de BWP, die met 48 stemmen tegen vier (waaronder die van Brunfaut en Marteaux) en zes onthoudingen werd verworpen. Tijdens de Spaanse Burgeroorlog zette hij acties op ter ondersteuning van de republikeinen en was hij een ferm tegenstander van de neutraliteitspolitiek van de Belgische regering, die ook uitgedragen werd door zijn partijgenoten Hendrik de Man en Paul-Henri Spaak.
In 1939 weigerde Brunfaut het Molotov-Ribbentroppact tussen de Sovjet-Unie en Nazi-Duitsland te veroordelen en bleef hij als een van de weinige socialisten de Sovjet-Unie steunen, ook nadat het land Finland was binnengevallen. Om die reden werden Brunfaut en zijn zoon in december 1939 uit de Belgische Werkliedenpartij gestoten en werd hij onder druk gezet om ontslag te nemen uit zijn politieke mandaten. Hij weigerde dit met het argument dat het vertrouwen dat zijn kiezers in hem gesteld hadden, niet wilde beschamen. In de maanden erna verzette Brunfaut zich tegen voorstellen om de Kommunistische Partij te verbieden en het wetsontwerp van de regering om de nationale instellingen te verdedigen.
Tijdens de Tweede Wereldoorlog verbleef Brunfaut enkele maanden in Frankrijk, alvorens hij terugkeerde naar het door nazi-Duitsland bezette België. In mei 1941 werd hij als burgerlijk gijzelaar opgepakt door de Gestapo en opgesloten in de Citadel van Hoei, om de moord op een Duitse soldaat in het Park van Laken te wreken. Na negen maanden werd hij opnieuw vrijgelaten, waarna hij ondergedoken leefde.
Na de Bevrijding werd Brunfaut opnieuw toegelaten tot de Belgische Socialistische Partij (BSP-PSB), de opvolger van de Belgische Werkliedenpartij. Als Kamerlid verdiepte hij zich in vraagstukken rond stedenbouw en huisvesting. Brunfaut is een van de weinige parlementsleden die erin geslaagd zijn een wetsvoorstel te doen goedkeuren en er hun naam aan te verbinden, aangezien het meestal wetsontwerpen van de regering zijn die voorrang krijgen. De wet van 15 april 1949, Wet Brunfaut genaamd, stichtte het Nationaal Fonds voor de Huisvesting, dat de financiering van de grote infrastructuurwerken voor sociale woonwijken op de kosten van het Rijk doet uitvoeren. Het was de tegenhanger van de wet van 29 mei 1948, Wet De Taeye genaamd, die de toekenning inhield van staatspremies bij de aankoop van een sociale woning, hetgeen een sterke stimulans betekende voor de eigendomsverwerving. Aldus was er een 'socialistische' wet en een 'christendemocratische' wet, die samen voor de ontwikkeling van de sociale woningbouw zorgden. 
In de Kamer ijverde hij na de Tweede Wereldoorlog voor de erkenning van de Volksrepubliek China. Ook toonde hij zich kritischer ten aanzien van de Sovjet-Unie, die hij verweet niet genoeg rekening te houden met de noodzaak dat elk land zich vrij diende te ontwikkelen volgens haar eigen tradities. Deze misrekening was volgens hem de belangrijkste oorzaak van de breuk tussen de Sovjet-Unie en Joegoslavië in 1948 en de Hongaarse Opstand in 1956. Bij de verkiezingen van 1961 raakte Brunfaut niet meer verkozen, hetgeen zijn afscheid van de actieve politiek betekende.
Brunfaut was van nabij betrokken bij de aanleg van de Brusselse Noord-Zuidverbinding. In 1947 werd hij voorzitter van het Nationaal Bureau der Noord-Zuid Verbinding. 
In Brussel is er een Fernand Brunfautstraat, een Brunfauttoren en een Bibliotheek Fernand Brunfaut.
In 2004 werd in het stadhuis van Brussel een tentoonstelling gehouden onder de titel Une architecture engagée - Les Brunfaut. In 2013 werd in het Atomium opnieuw een expositie gewijd aan de architecten Brunfaut, onder de titel Brunfaut's Progressive Architecture.

## Publicaties
- La condition municipale, Verviers, 1951
- Les transports en commun à Bruxelles, z.d.
- La Jonction, Brussel, 1959